# Mistrzostwa Europy w Lekkoatletyce 1986 – rzut dyskiem mężczyzn

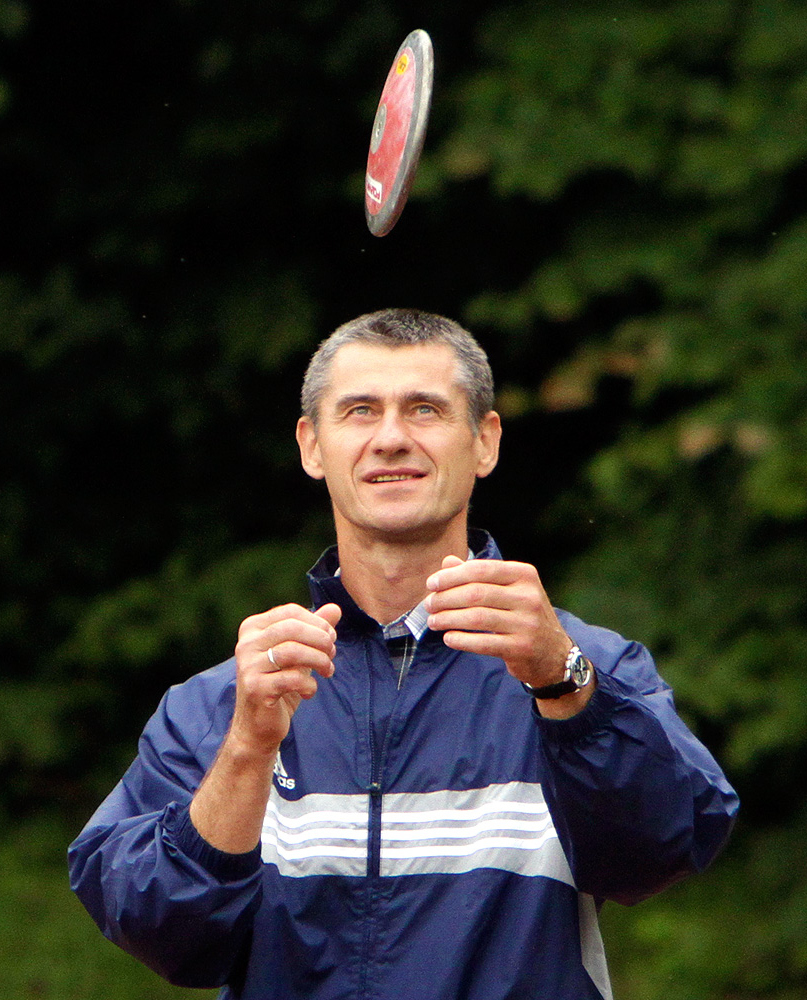
Romas Ubartas

Rzut dyskiem mężczyzn był jedną z konkurencji rozgrywanych podczas XIV mistrzostw Europy w Stuttgarcie. Kwalifikacje zostały rozegrane 30 sierpnia, a finał 31 sierpnia 1986 roku. Zwycięzcą tej konkurencji został reprezentant Związku Radzieckiego Romas Ubartas, a wszystkie medale zdobyli zawodnicy radzieccy. W rywalizacji wzięło udział dwudziestu jeden zawodników z dwunastu reprezentacji.

## Rekordy
| Rekord świata     | Jürgen Schult (GDR)    | 74,08 | Neubrandenburg, NRD   | 06.06.1986 |
| Rekord Europy     | Jürgen Schult (GDR)    | 74,08 | Neubrandenburg, NRD   | 06.06.1986 |
| Rekord mistrzostw | Wolfgang Schmidt (GDR) | 67,20 | Praga, Czechosłowacja | 02.09.1978 |

## Wyniki

### Kwalifikacje
Zawodnicy startowali w dwóch grupach. Minimum kwalifikacyjne wynosiło 62,00 m. Do finału awansowali zawodnicy, którzy uzyskali minimum (Q) lub 12 dyskoboli z najlepszymi wynikami (q).
| Pozycja | Grupa | Zawodnik                   | Państwo         | Wynik | Uwagi |
| ------- | ----- | -------------------------- | --------------- | ----- | ----- |
| 1.      | B     | Gieorgij Kołnootczenko     | ZSRR            | 66,08 | Q     |
| 2.      | A     | Imrich Bugár               | Czechosłowacja  | 65,62 | Q     |
| 3.      | B     | Knut Hjeltnes              | Norwegia        | 64,36 | Q     |
| 4.      | B     | Romas Ubartas              | ZSRR            | 64,08 | Q     |
| 5.      | B     | Stefan Fernholm            | Szwecja         | 62,98 | Q     |
| 6.      | B     | Erik de Bruin              | Holandia        | 62,96 | Q     |
| 7.      | A     | Vaclavas Kidykas           | ZSRR            | 62,76 | Q     |
| 8.      | B     | Rolf Danneberg             | RFN             | 62,32 | Q     |
| 9.      | A     | Jürgen Schult              | NRD             | 61,06 | q     |
| 10.     | B     | Alois Hannecker            | RFN             | 60,98 | q     |
| 11.     | B     | Gejza Valent               | Czechosłowacja  | 60,58 | q     |
| 12.     | A     | Alwin Wagner               | RFN             | 60,38 | q     |
| 13.     | A     | Marco Martino              | Włochy          | 59,94 |       |
| 14.     | A     | Kamen Dimitrow             | Bułgaria        | 59,88 |       |
| 15.     | A     | Dariusz Juzyszyn           | Polska          | 59,82 |       |
| 16.     | A     | Paul Mardle                | Wielka Brytania | 58,08 |       |
| 17.     | B     | Olav Jenssen               | Norwegia        | 56,96 |       |
| 18.     | A     | Konstandinos Georgakopulos | Grecja          | 56,70 |       |
| 19.     | B     | Graham Savory              | Wielka Brytania | 55,96 |       |
| 20.     | A     | Georg Andersen             | Norwegia        | 55,24 |       |
| 21.     | A     | Bo Henriksson              | Szwecja         | 54,24 |       |

### Finał
| Poz. | Zawodnik               | Reprezentacja  | Próby | Próby | Próby | Próby | Próby | Próby | Wynik |
| Poz. | Zawodnik               | Reprezentacja  | 1     | 2     | 3     | 4     | 5     | 6     | Wynik |
| ---- | ---------------------- | -------------- | ----- | ----- | ----- | ----- | ----- | ----- | ----- |
| 01 ! | Romas Ubartas          | ZSRR           | 65,14 | 65,38 | 66,12 | x     | 67,08 | x     | 67,08 |
| 02 ! | Gieorgij Kołnootczenko | ZSRR           | 64,98 | x     | x     | 66,44 | 67,02 | 66,10 | 67,02 |
| 03 ! | Vaclavas Kidykas       | ZSRR           | 62,92 | 66,06 | x     | x     | 66,32 | 65,98 | 66,32 |
| 4.   | Knut Hjeltnes          | Norwegia       | 65,06 | 65,60 | x     | 65,54 | x     | 65,60 | 65,60 |
| 5.   | Gejza Valent           | Czechosłowacja | 59,72 | 63,88 | x     | 63,40 | 65,00 | x     | 65,00 |
| 6.   | Erik de Bruin          | Holandia       | 62,98 | 60,28 | 64,52 | x     | 62,72 | 62,28 | 64,52 |
| 7.   | Jürgen Schult          | NRD            | 59,60 | 59,92 | 64,16 | 63,34 | 64,38 | 64,36 | 64,38 |
| 8.   | Imrich Bugár           | Czechosłowacja | 63,30 | 61,92 | 63,56 | 62,36 | 62,88 | x     | 63,56 |
| 9.   | Alwin Wagner           | RFN            |       |       |       |       |       |       | 62,76 |
| 10.  | Stefan Fernholm        | Szwecja        |       |       |       |       |       |       | 62,24 |
| 11.  | Rolf Danneberg         | RFN            |       |       |       |       |       |       | 61,60 |
| 12.  | Alois Hannecker        | RFN            |       |       |       |       |       |       | 59,48 |